# 有馬充美
有馬 充美 (ありま あつみ) は、日本の実業家。みずほ銀行初の女性執行役員を務めた。

## 人物
1986年京都大学法学部卒業後、第一勧業銀行(現みずほ銀行)入行。
みずほ証券アドバイザリーグループアドバイザリー第４部長、みずほ銀行法人企画部次長などを経て、2014年同行執行役員コーポレートアドバイザリー部長、2016年同行執行役員国際営業部長等を務め、2017年同行早期退職。
2019年4月西武鉄道社外取締役、プリンスホテル社外取締役、2020年5月髙島屋社外取締役、大創産業社外取締役。2020年10月REAPRA社外取締役。2021年6月西武ホールディングス社外取締役、西武鉄道株式会社取締役(非業務執行)、プリンスホテル(現株式会社西武リアルティソリューションズ)取締役(非業務執行)。2022年4月株式会社西武・プリンスホテルズワールドワイド取締役(非業務執行)。